# Кодекси мая

Ко́декси ма́я — умовна назва чотирьох рукописів народу мая, що зберігаються в західноєвропейських бібліотеках.

## Історія

### Трагедія зіткнення двох цивілізацій
Трагічна історія зіткнення двох цивілізацій (іспано-католицької і маянської) найяскравіше відбилася як в знищенні людських ресурсів мая та ацтеків, так і в цілеспрямованому знищенні бібліотек цих народів.
- За неповними підрахунками іспанські завойовники під час конкісти (загарбницької війни в Америці) винищили близько 70 000 000 індіанців[джерело?].

- Католицька політика контрреформації, широко використана як в Європі, так і в тогочасній Америці, спонукала католиків-іспанців до майже повного знищення літературних джерел захопленого і сильно винищеного народу[джерело?]. Саме тому нащадки мають так мало документальних джерел на паперових носіях.

- Після широкомасштабних загарбницьких боїв в Америці іспанські вояки, неписьменні в більшості, масово винищували індіанські кодекси[джерело?]. Переклади текстів, які почули католицькі священники у військах, переконали тих в демонології і єретизмі книжок — на тогочасне ставлення до носіїв чужих культур[джерело?]. Вояки отримали дозвіл на неконтрольоване винищення усіх книжок мая чи ацтеків. Так, збережені відомості про значну загибель кодексів ацтеків під час руйнації міста Теночтітлан у 1521 році Те ж саме спіткало і рукописи мая.

Іспанець Алонсо де Соріта сповіщав, що у 1540 році бачив в горах Гватемали багато рукописів індіанців і навіть прохав старих перекладати для нього тексти. За його висновками, то були історичні звістки чи хроніки.

### Дієго де Ланда і кодекси мая

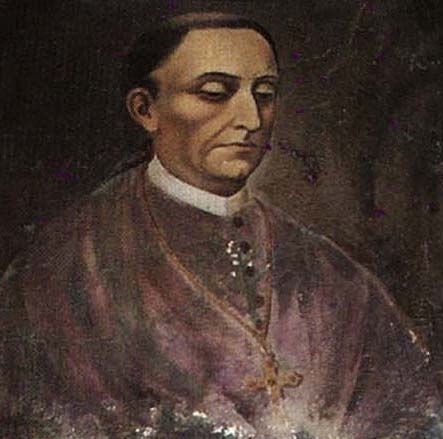
Дієго де Ланда, портрет 16 ст. в монастирі Іцамал, Юкатан.

У червні 1562 року католицький єпископ Юкатана Дієго де Ланда видав наказ знищувати усі кодекси індіанців, які потраплять в руки католиків. Правовірні католики, нажахані спаленням єретиків живцем і доносами в інквізицію навіть від власних дітей, наказ виконали. Рукописи мая були майже цілком знищені. Дієго де Ланда звітував: 
| Ми знайшли безліч (індіанських) книжок, записаних їх знаками. Оскільки тексти не мали нічого, окрім забобонів і диявольських спокус, ми їх спалили, що завдало індіанцям великого горя. |
Нетривалість паперових носіїв взагалі — могутній обмежувальний фактор з вивчення історії народів. Тому сучасна наука знає найбільше лише про ті минулі цивілізації, які широко використовували не паперові носії інформації — свинець, кераміку і, особливо, камінь. Значне використання каменю і довготривалість написів на камені і обумовлюють наші досить широкі знання про минуле Стародавніх Єгипту, Греції, Риму, мая.

### Чотири кодекси

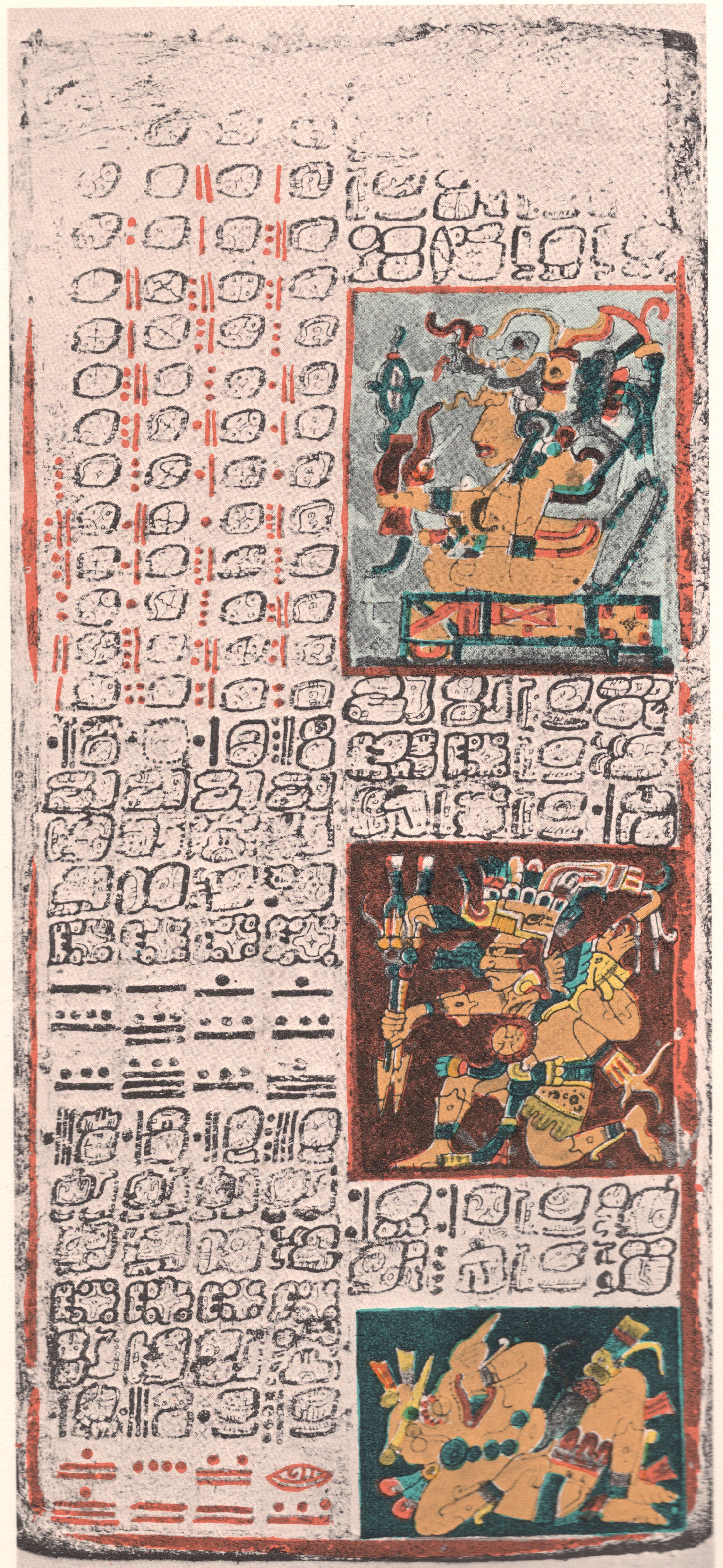
Дрезденський кодекс мая, сторінка № 2.

Чотири випадково збережені кодекси індіанців мая мають сучасні назви за містами, в бібліотеках яких вони зберігаються. Це звичні для європейців паперові носії інформації:
- Дрезденський кодекс[2]
- Мадридський кодекс
- Паризький кодекс
- Кодекс Грольє.

Дрезденський та Мадридський кодекси мають тексти стосовно астрономії і прогностики на майбутнє, Паризький — це тексти про астрологію, ритуали та богів.

### Матеріал

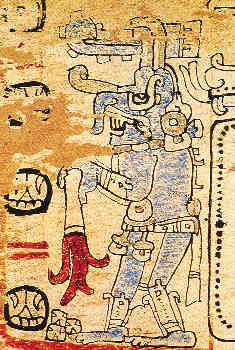
Бог дощу у Мая — Чак

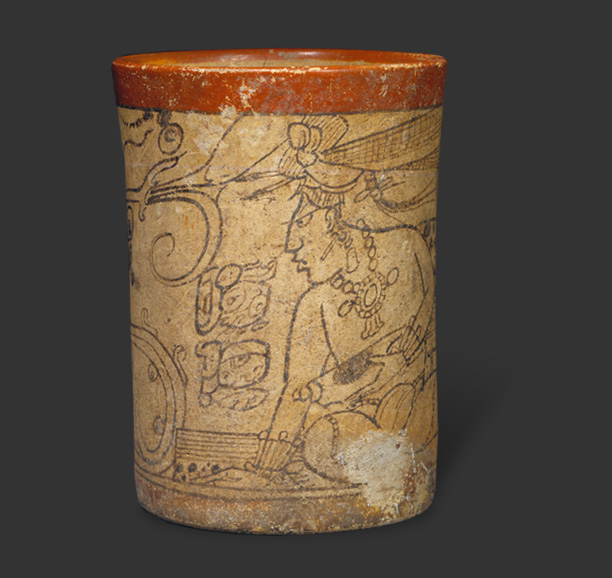
Ваза з півночі країни Гватемала. Малюнок в стилі кодексів з зображенням писаря. 7-10 століття

Більшість дослідників[джерело?] на початок 21-го століття дотримуються думки, що мая з півострова Юкатан були першим народом Америки, який почав виготовляти власний папір[джерело?]. Кодекси мая написані на папері з кори фікусів (hun або huun). Сучасні науковці домовились використовувати ацтекську назву цього паперу — аматль.
Кору здирали, зачищали від поверхневого шару і отримували довгі волокна. Попереднє їхнє використання — виготовлення тканин для одягу. Але полотно з волокон після циклів вимочування, пом'якшення і висушування почали використовувати для малюнків і писемності. Сам папір вважався дивом, а його виготовлення, як і створення текстів, супроводжувалося релігійними обрядами[джерело?].
Окрім паперу аматль використовували також шкіри оленів (що нагадує європейський пергамен), кераміку тощо.
За археологічними та письмовими джерелами Мая (а також сапотеки і тольтеки) виготовляли папір для рукописів вже у 3-му столітті н. е., свої кодекси приблизно з 660 року, а їх широке використання припадає на 9-те століття.
Тексти й малюнки створювали з використанням органічних і мінеральних складових. Малюнок починали з контурів, зазвичай чорною фарбою. А вже тло в межах контурів розфарбовували різними кольорами, керуючись релігійно-символічними настановами.

### Недовга доба компромісів (колоніальні кодекси)

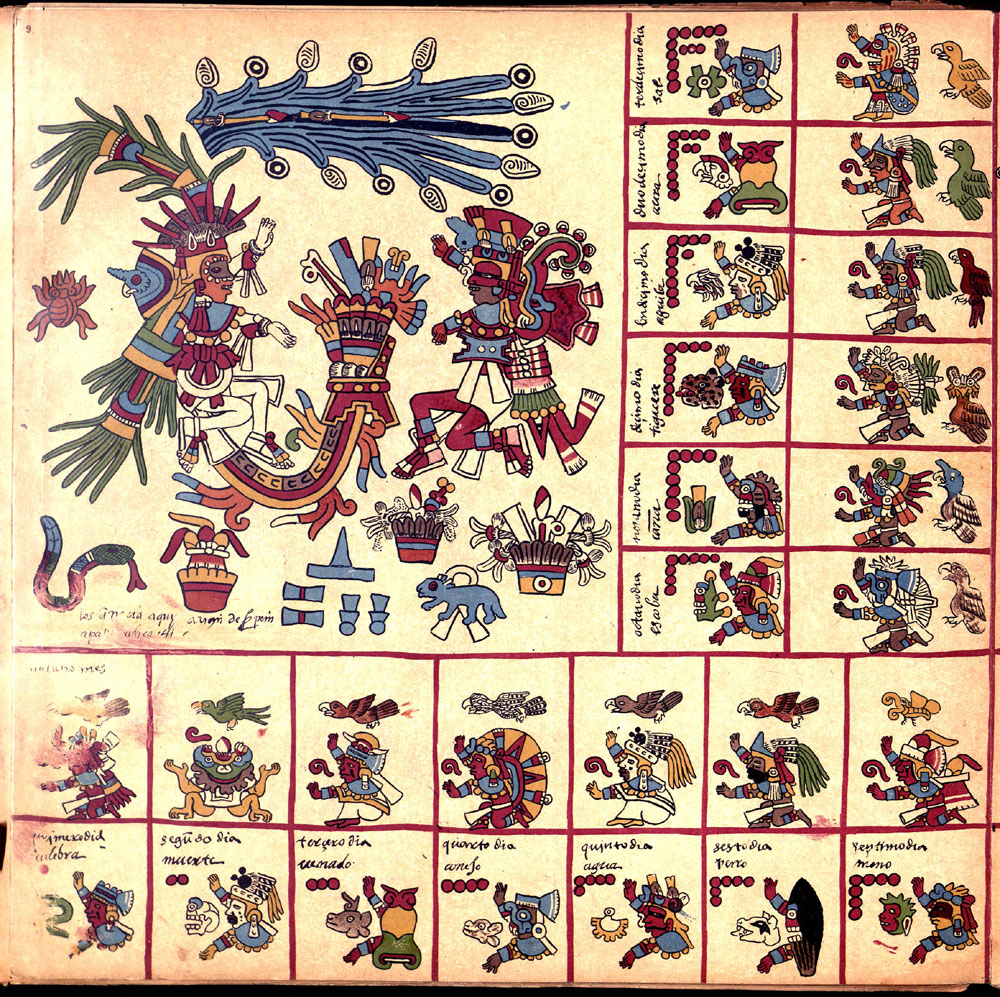
Колоніальний кодекс ацтеків «Бурбонський» з поясненнями кастильською мовою, сторінка № 9.

Так склалося, що деяка частина кодексів виготовлялася і після військового підкорення індіанців. Європейські місіонери в 16-му столітті почали використовувати кодекси мая з метою швидшого залучення індіанців до католицтва. Випадково вцілілих писарів і художників-індіанців примушували робити тексти і малюнки, до яких католицькі місіонери додавали написи латиною чи кастильською (іспанською) мовою з поясненням малюнків і текстів. Частка текстів компромісної доби була копіями раніших текстів, що були згодом знищені. Тому вартість цих копій 16-го століття для історичних досліджень значно зросла. Вони навіть отримали назву «колоніальні кодекси».
Представники ордену францисканців також складали звіти про місцеві вірування та звичаї. Частка кодексів була вивезена в Іспанію серед здобичі як військові трофеї. Але вони були забуті в Європі на десятиліття.

### Розміри

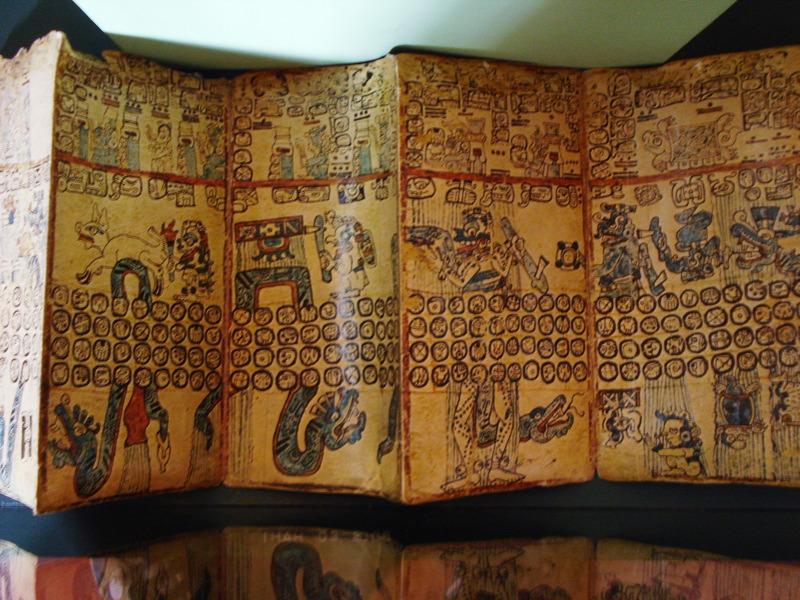
Репродукція кодексу з міста Копан, Гондурас, музей.

Вивчення випадково збережених кодексів доводить, що рукописи Мая мали 20 см завширшки і декілька метрів завдовжки. Під час створення книги необхідна кількість «сторінок» додавалась пришиванням, аби довести текст до кінця. Рукопис складали на кшталт «гармошки». Складену подібним засобом книжку захищали обкладинками зі шкіри чи дерева, яке прикрашали малюнками, коштовним камінням чи витворами золота.

### Розшифровка текстів
Повної розшифровки текстів мая досі нема. Справу утруднюють особливості піктограм мая, які можуть мати до трьох різних значень. Як і кожна мова, мова мая змінювалась з часом, що і відбилося на фонетиці і змісту ієрогліфів.

### Знахідки і надії на майбутнє
Аби врятувати кодекси від знищення іспанськими загарбниками, мая ховали вцілілі рукописи в землі чи в печерах. Висока тропічна вологість довершила їхнє знищення. Індіанська спроба захисту кодексів не вдалася.
Необхідність збереження мимоволі унікальними кодексів мая, які стали унікальними, спонукає вчених робити їхні копії і факсиміле, які передаються в різні бібліотеки і музейні збірки заради запобігань знищення в якомусь єдиному місці збереження.
Вивчення доколумбових цивілізацій Америки продовжується, а сама американістика як історична дисципліна перебуває в процесі довгого становлення і досить швидкого розвитку. Продовження розкопок приносить і нові знахідки. Серед них — і рукописи мая. Але використання індіанцями органічних матеріалів не на користь довготривалості цих матеріалів. Щільно склеєні шматки кодексів мая, знайдені археологами, неможливо розгорнути через відсутність у сучасності відповідних зберігаючих технологій. Надія на хіміків-технологів.